# Шолтоло
Шолтоло — деревня в Потанинском сельском поселении Волховского района Ленинградской области.

## История
Деревня Шелтома упоминается на карте Санкт-Петербургской губернии 1792 года А. М. Вильбрехта.
На карте Санкт-Петербургской губернии Ф. Ф. Шуберта 1834 года она обозначена как деревня Шомпола, состоящая из 55 крестьянских дворов.

ШЕЛТОЛА — деревня принадлежит Казённому ведомству, число жителей по ревизии: 137 м. п., 125 ж. п. (1838 год)

Как деревня Толтола из 55 дворов она отмечена на карте Ф. Ф. Шуберта 1844 года.

ШЕНТОЛЫ — деревня Ведомства государственного имущества, по почтовому тракту, число дворов — 49, число душ — 158 м. п. (1856 год)

ШЕЛТОЛА — деревня казённая при реке Вянице, число дворов — 63, число жителей: 165 м. п., 162 ж. п. (1862 год)

На карте из «Исторического атласа Санкт-Петербургской Губернии» 1863 года на месте Шолтоло обозначена безымянная деревня.
Сборник Центрального статистического комитета описывал её так:

ШЕЛТОЛА (ШОЛТОВАЯ) — деревня бывшая государственная при речке Вянице, дворов — 65, жителей — 370;
 Два кожевенных завода, завод свечной, лавка. (1885 год)

Согласно епархиальным сведениям 1899 года Покровская церковь в селе Шолтола являлась центром православного прихода, в который входили деревни: Сидорово, Спирово, Горка, Волосово и Иевково.
В конце XIX — начале XX века деревня административно относилась к Шахновской волости 3-го стана Новоладожского уезда Санкт-Петербургской губернии.
По данным «Памятной книжки Санкт-Петербургской губернии» за 1905 год деревня называлась Шалтола или Шалтолое и входила в состав Овкульского сельского общества.
С 1917 по 1918 год деревня входила в состав Овкульского сельсовета Шахновской волости Новоладожского уезда.
С 1919 года в составе Шолтоловского сельсовета.
С 1923 года в составе Пашской волости Волховского уезда.
С 1924 года в составе Подбережского сельсовета.
С 1926 года вновь в составе Шолтоловского сельсовета.
С 1927 года в составе Пашского района.
С 1928 года вновь в составе Подбережского сельсовета.
В начале 1930-х годов в деревне был организован колхоз «Новый путь».
По данным 1933 года деревня называлась Шелтово и входила в состав Подбережского сельсовета Пашского района.

Деревня Шолтоло на карте 1940 года

С 1954 года в составе Волосовского сельсовета.
С 1955 года в составе Новоладожского района.
В 1958 году население деревни составляло 104 человека.
С 1960 года в составе Манихинского сельсовета.
С 1963 года в составе Волховского района.
По данным 1966 и 1973 годов деревня Шолтоло также входила  в состав Манихинского сельсовета.
По данным  1990 года деревня Шолтоло входила  в состав Потанинского сельсовета.
В 1997 году в деревне Шолтоло Потанинской волости проживали 12 человек, в 2002 году — 5 человек (все русские).
В 2007 году в деревне Шолтоло Потанинского СП — 6 человек.

## География
Деревня расположена в северо-восточной части района к востоку от автодороги Р21 (E 105) «Кола» (Санкт-Петербург — Петрозаводск — Мурманск).
Расстояние до административного центра поселения — 6 км.
К западу от деревни проходит железнодорожная линия Волховстрой I — Лодейное Поле. Расстояние до железнодорожной платформы Сидорово — 3 км.
Деревня находится на правом берегу реки Вяница.

## Демография
| 1862 | 2002 | 2007 | 2010 | 2017 |
| ---- | ---- | ---- | ---- | ---- |
| 327  | ↘5   | ↗8   | ↗10  | ↘8   |

### Национальный состав
Согласно данным Всероссийской переписи населения 2021 года в деревне проживали 11 человек, из них:
 русские — 10, азербайджанцы — 1 человек.